# Seznam skladatelů vážné hudby

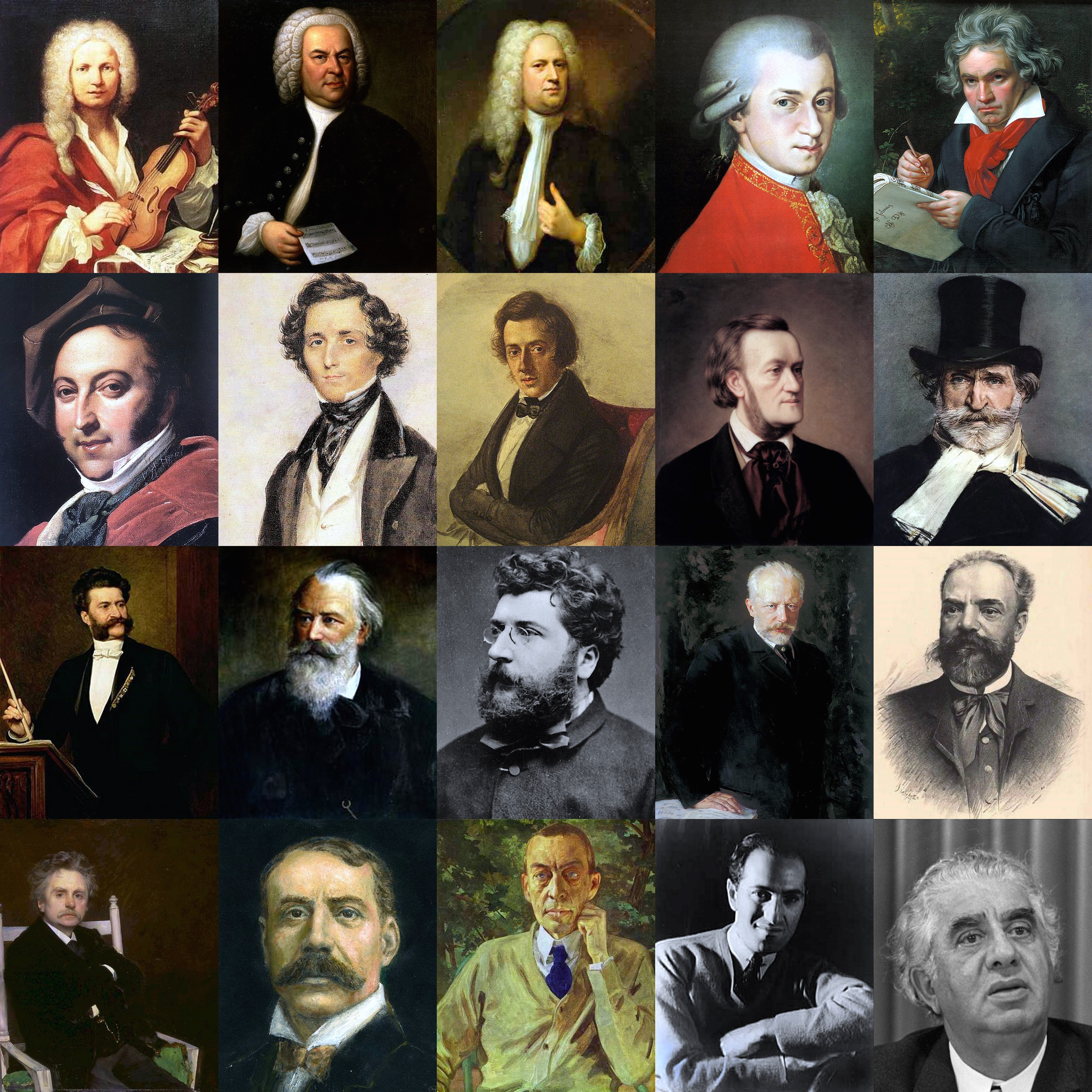
Mnoho hudebních skladatelů

Tento seznam skladatelů vážné hudby obsahuje pouze abecední seznam odkazující na další články, v nichž jsou někteří významní hudební skladatelé tzv. vážné nebo klasické hudby uvedeni.

## Abecední seznam
Seznam skladatelů vážné hudby podle abecedy:
A – B –
C – Č –
D – E – 
F – G –
H – Ch –
I – J –
K – L –
M – N –
O – P –
Q – R –
Ř – S –
Š – T –
U – V –
W – X –
Y – Z –
Ž